# Cyprinodon inmemoriam
Cyprinodon inmemoriam là một loài cá đã tuyệt chủng trong họ Cyprinodontidae. Nó là loài đặc hữu của México.